# خوش آمدی (مجموعه تلویزیونی)
خوش آمدی (انگلیسی: Welcome؛ کره‌ای: 어서와) یک مجموعه تلویزیونی کره جنوبی سال ۲۰۲۰ با بازی کیم میونگ سو، شین یه-اون و سو جی-هون است. این مجموعه بر پایه وب‌تون سال ۲۰۰۹–۲۰۱۰ در ناور وب‌تون با همین نام است و از ۲۵ مارس تا ۳۰ آوریل ۲۰۲۰، روزهای چهارشنبه و پنجشنبه ساعت ۲۲:۰۰ (کی‌اس‌تی) از کی‌بی‌اس۲ پخش شد.

## بازیگران

### اصلی
- کیم میونگ سو در نقش هونگ جو[۱۰][۱۱]
- شین یه-اون در نقش کیم سول آه[۱۲][۱۳]
- سو جی-هون در نقش لی جه سون[۱۴][۱۵]
- یون یه جو در نقش اون جی اون
- کانگ هون در نقش گو دو شیک